# Preston (Scottish Borders)
Pour les articles homonymes, voir Preston.
Preston est un village dans les Scottish Borders, en Écosse.